# Spanische Streitkräfte
Die spanischen Streitkräfte (spanisch Fuerzas Armadas Españolas) sind das Militär des Königreichs Spanien.

## Auftrag
Die spanischen Streitkräfte haben den Auftrag, die territoriale Integrität des Staates Spanien zu schützen und im Kriegsfall die Landesverteidigung zu gewährleisten. Im Frieden leisten sie durch Ausbildung, Bereitstellung und Versorgung von Militär einen Beitrag zu Spaniens Bündnisverpflichtungen innerhalb der NATO.

## Teilstreitkräfte
- Heer: Ejército de Tierra
- Marine: Armada Española mit der Marineinfanterie Infantería de Marina
- Luftwaffe: Ejército del Aire

## Unabhängige Einheiten
- Gendarmerie: Guardia Civil
- Militärische Nothilfeeinheit: Unidad Militar de Emergencias
- Königsgarde: Guardia Real
- Spezialeinheit: Legión Española

## Oberbefehlshaber
Der spanische König, derzeit Felipe VI., ist Oberbefehlshaber der Streitkräfte.

## Wehrpflicht
Die Wehrpflicht wurde im Jahr 2001 abgeschafft.

## Rekrutierung und Ausbildung
Die spanischen Streitkräfte sind seit 2001 eine reine Berufsarmee. Seit 1999 gibt es auch freiwillige Reservisten (sog. reservistas voluntarios).
Seit 2000 ist es möglich, dass Männer und Frauen, die Spanisch als Muttersprache sprechen, aber keine spanischen Staatsbürger sind, in die spanischen Streitkräfte eintreten können. 
Aufnahmebedingungen:
- Spanische Staatsbürgerschaft oder Staatsangehörigkeit eines spanischsprachigen Landes (im Wesentlichen Hispanoamerika und Äquatorialguinea)
- keine Einschränkung der vollen Bürgerrechte
- Keine Vorstrafen
- Alter zwischen 18 und 29 (Berufssoldaten), zwischen 18 und 32 (Unterstützungskräfte) bzw. zwischen 18 und 22 Jahren (Ausbildung zum Offizier und Unteroffizier)
  - Für die Offiziersausbildung benötigt man die Zugangsberechtigung für ein Studium an einer Hochschule bzw. Universität

## Truppenstärke und Ausrüstung

### Truppenstärke
- Heer: 71.900[5] Reservisten 14.700[5]
- Marine: 20.500[5] Reservisten 3.100[5]
- Luftwaffe: 20.350[5] Reservisten 2.550[5]

(Stand Februar 2023)

### Ausrüstung
Daten nach Global Defence:
Heer
- ca. 570 Kampfpanzer

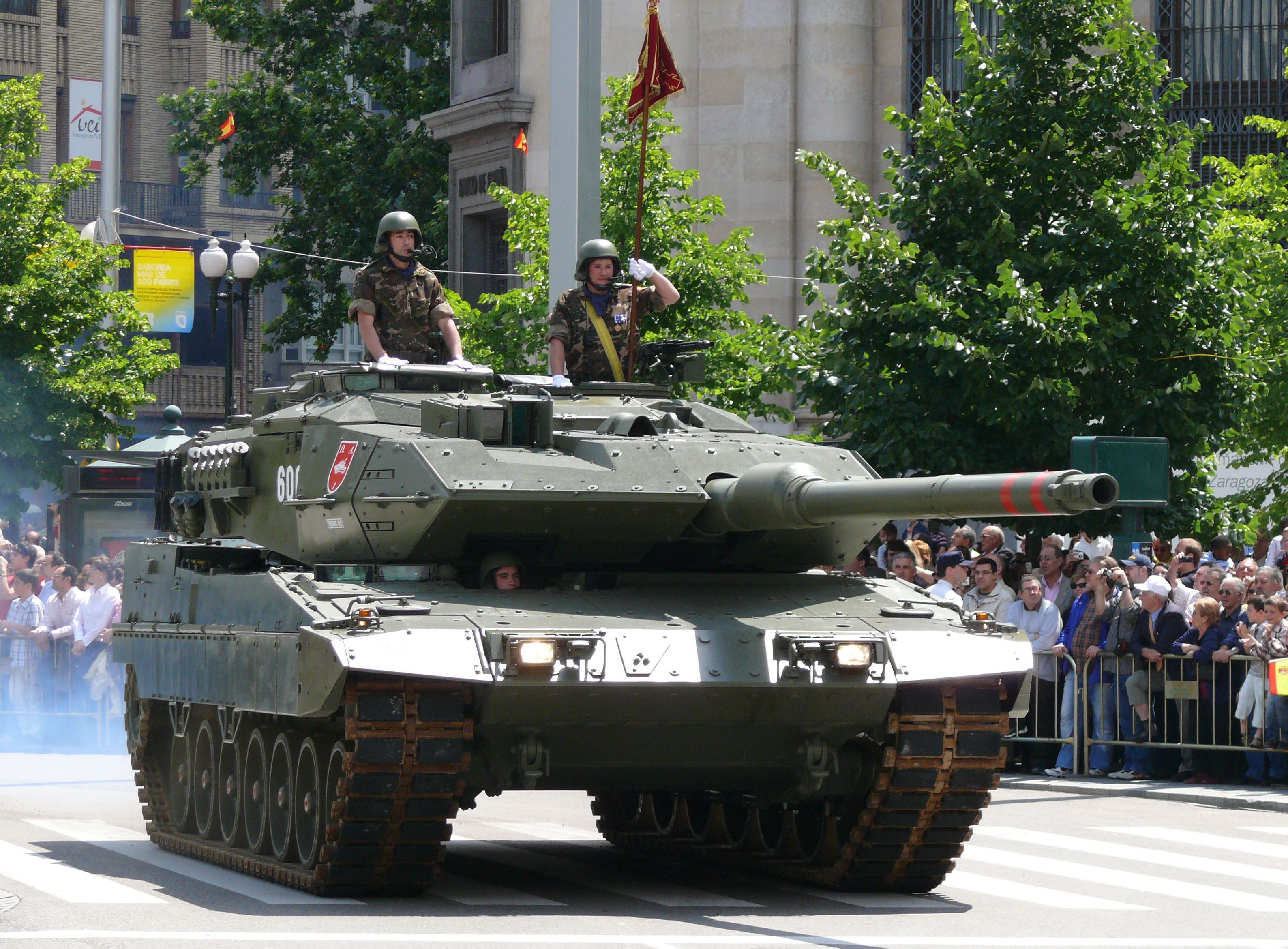
Leopard 2E

  - 244 M60A3TTS, 108 Leopard 2 A4, 219 Leopard 2E
- ca. 2200 gepanzerte Rad- und Kettenfahrzeuge (Jagdpanzer, Schützenpanzer, Spähpanzer, Transportpanzer)
  - 84 Centauro, 261 Pizarro, 208 Santa Bárbara VEC-M1, 566 Santa Bárbara BMR, 1200 M113
- 50 Kampfhubschrauber
  - 24 Eurocopter Tiger (16 in Dienst, 8 im Zulauf), 40 Bölkow Bo 105

Marine
- 1 Flugzeugträger
  - 17 Kampfflugzeuge AV-8B Harrier II Plus
- 3 U-Boote
- 11 Fregatten
- 7 Minenabwehrfahrzeuge
- 3 Landungsschiffe

Luftwaffe
- ca. 160 Kampfflugzeuge
  - 73 Eurofighter Typhoon (41 im Dienst[7], 32 im Zulauf), 86 EF/A-18 „Hornet“ A+/B+
- ca. 130 Transportflugzeuge
  - u. a. 11 Lockheed C-130, 13 CASA C-295, 20 CASA CN-235, 78 C-212, 3 Airbus A310

## Auslandseinsätze

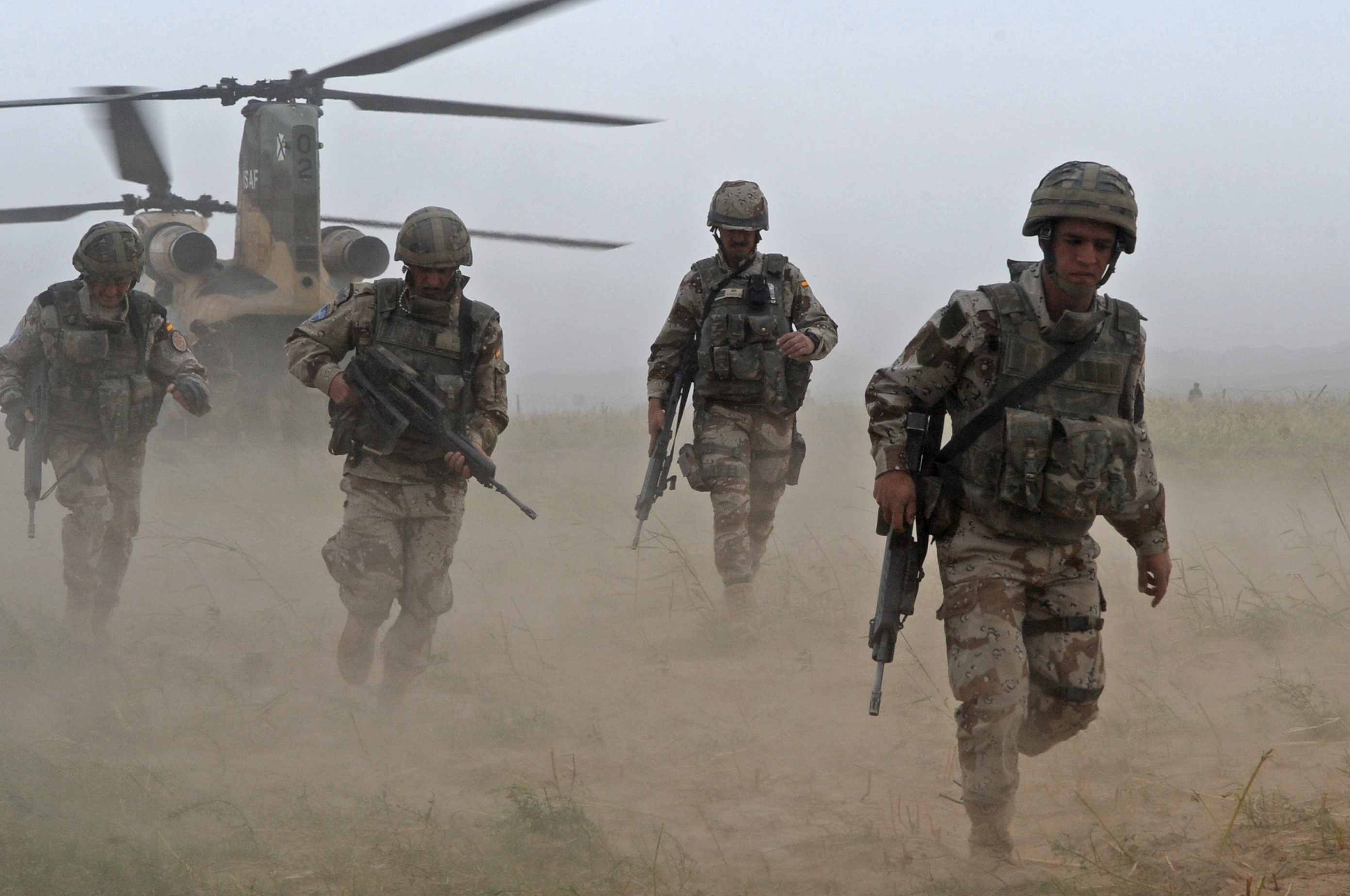
Spanische Truppen in Afghanistan

Die spanischen Streitkräfte in Auslandseinsätzen sind gegenwärtig wie folgt verteilt:
Einsatzkräfte der Europäischen Union (EUFOR)
- NAVFOR Somalia (Somalia): 395 Soldaten

Unter Leitung der Vereinten Nationen (UNO)
- UNIFIL (Libanon): 1100 Soldaten

Stand: 8. November 2011